# Třída Tegu
Třída Tegu je třída fregat námořnictva Korejské republiky. Jejím úkolem je zejména pobřežní obrana a protiponorkové hlídkování. Ve službě nahrazuje 37 desítky let sloužících fregat třídy Ulsan a korvet tříd Pchohang a Tonghe. Celkem bylo postaveno osm jednotek této třídy. Prototypová fregata Tegu byla do služby přijata roku 2018. Osmou jednotku námořnictvo zařadilo roku 2023.
Jsou to první jihokorejské válečné lodě vybavené integrovaným elektrickým systémem. Další jejich vylepšení představuje instalace vertikálních vypouštěcích sil K-VLS a zvětšený hangár.
Fregaty třídy Tegu (jinak též FFX-II) představují druhou skupinu válečných lodí vyvinutých v rámci modernizačního programu FFX (Future Frigate eXperimental). Jsou modernizovanou verzí předchozí třídy Inčchon (FFX-I) a jejich další evolucí vzniknou zdokonalené třídy třídy Čchungnam (FFX-III) a FFX-IV.
Na základě druhé skupiny třídy Tegu byly vyvinuty thajské fregaty třídy Pchúmipchon Adunjadét.

## Stavba
Fregaty vyvinula jihokorejská loděnice Daewoo Shipbuilding and Marine Engineering (DSME) v Okpo. Původně byla plánována stavba šesti jednotek této třídy. Stavbou prvního a třetího páru byla pověřena loděnice DSME. Prototypová jednotka Tegu byla do služby přijata 6. března 2018. V prosinci 2016 byla stavba druhého páru zadána loděnici Hyundai Heavy Industries (HHI) v Ulsanu. V prosince 2018 loděnice HHI získala objednávku na čtvrtý pár, takže jejich celkový počet stoupl na osm. Poslední osmá jednotka Čchunčchon do služby vstoupila roku 2023.
Jednotky třídy Tegu:
| Jméno                | Loděnice | Spuštěna           | Vstup do služby    | Status  |
| -------------------- | -------- | ------------------ | ------------------ | ------- |
| Tegu (FFG-818)       | DSME     | 2. června 2016     | 6. března 2018     | aktivní |
| Kjongnam (FFG-819)   | DSME     | 21. června 2019    | 4. ledna 2021      | aktivní |
| Soul (FFG-821)       | HHI      | 11. listopadu 2019 | 2021               | aktivní |
| Tonghe (FFG-822)     | HHI      | 29. dubna 2020     | 10. listopadu 2021 | aktivní |
| Tedžon (FFG-823)     | DSME     | 3. května 2021     | 27. února 2023     | aktivní |
| Pchohang (FFG-825)   | DSME     | 8. září 2021       | 2023               | aktivní |
| Čchonan (FFG-826)    | HHI      | 9. listopadu 2021  | 19. května 2023    | aktivní |
| Čchunčchon (FFG-827) | HHI      | 22. března 2022    | 26. října 2023     | aktivní |

## Konstrukce
V konstrukci druhé skupiny třídy byla uplatněna řada zlepšení. Plavidla mají prodloužený trup a byla na nich uplatněna zdokonalená opatření pro redukci signatur (stealth). Výtlak oproti první skupině přitom stoupl o cca 500 tun. Jsou vybavena 3D radarem LIG Nex1 SPS-550K, systémem elektronického boje SONATA SLQ-200(V)1K, trupovým sonarem SQS-240 a nízkofrekvenčním vlečným sonarem.
Hlavňovou výzbroj představuje 127mm/62 kanón KMK45 Mod 4 (licenční výrobek zbrojovky Mk 45 Mod 4), doplněný o 20mm hlavňové systémy blízké obrany Phalanx Mk.15 block 1B. Údernou výzbrojí je osm protilodních střel SSM-700K Hae Song. Prodloužením trupu získaný prostor byl využit pro instalaci 16násobného vertikálního vypouštěcího sila K-VLS. Z něj mohou být vypouštěny protiletadlové řízené střely Häkung (do jedné buňky K-VLS se vejdou čtyři tyto střely), raketová torpéda Hong Sang Eo a střely s plochou dráhou letu Haeryong. K ničení ponorek slouží dva 324mm torpédomety Mk.32. Na zádi se nachází přistávací plocha a hangár pro vrtulník. Hangár byl zvětšen, takže umožňuje operace těžších vrtulníků do hmotnosti 10 tun. Hlavním provozovaným typem je protiponorkový Leonardo AW159 Wildcat).
Pohonný systém je koncepce CODLOG. Pohonný systém je velmi tichý, což zlepší účinnost plavidel v protiponorkovém boji. Tvoří jej plynová turbína Rolls-Royce MT30 o výkonu až 40 MW, čtyři diesely MTU 12V 4000 M53B a dvě elektromotory Leonardo DRS. Nejvyšší rychlost dosahuje 30 uzlů.